# Vanillat-Monooxygenase
Die Vanillat-Monooxygenase (VAN, EC 1.14.13.82), auch als Vanillat-Demethylase bezeichnet, katalysiert die Umsetzung von Vanillat, dem Anion der Vanillinsäure, zu Protocatechusäure. Dabei wird NADH zu NAD+ oxidiert, je nach Spezies kann aber auch NADPH als Elektronendonor fungieren. Als Monooxygenase verbraucht das Enzym Sauerstoff (O2), wobei Formaldehyd und Wasser gebildet werden:
 + O2 + NAD(P)H + H+ {\displaystyle \rightleftharpoons }  + NAD(P)+ + H2O + CH2O
VAN wurde in Pseudomonas-, Acinetobacter- und Corynebacteriumstämmen identifiziert.
Die Vanillat-Monooxygenase ist ein heterodimeres Enzym und setzt sich aus einer Oxygenase- und einer Oxidoreduktaseuntereinheit zusammen. Erstere wird vom vanA-Gen, zweitere von vanB-Gen kodiert, sie sind enge Homologe.
VanB weist zudem eine konservierte NAD-Ribose-Bindedomäne und eine Eisen-Schwefel-Domäne auf.
Die Umsetzung von Vanillat zu Protocatechusäure ein Zwischenschritt beim Abbau von Lignin. Während Weißfäulepilze Lignin depolymerisieren, können bakterielle Mikroorganismen die entstandenen, aromatischen Abbauprodukte weiter umsetzen. Bei Protocatechusäure erfolgt schließlich eine Ringspaltung und die weitere Metabolisierung. Das bei der von VAN katalysierten Reaktion freiwerdende Formaldehyd wird durch eine Glutathion-abhängige Formaldehyd-Dehydrogenase (EC 1.2.1.1) umgesetzt, da es sehr toxisch ist.